# Gimmeldinger Tal
Das Gimmeldinger Tal ist ein Kerbtal in Rheinland-Pfalz, das der Mittellauf des Mußbachs, eines linken Zuflusses des Rehbachs, in das östliche Randgebirge des Pfälzerwalds, die Haardt, eingetieft hat. Der obere Talabschnitt liegt in der Waldgemarkung von Deidesheim (Landkreis Bad Dürkheim), der untere in derjenigen von Gimmeldingen, einem Ortsteil der kreisfreien Stadt Neustadt an der Weinstraße.

## Geographie

### Lage
Das Gimmeldinger Tal verläuft von Nordwest nach Südost. Das Tal beginnt am Quaderhang auf 244 m Höhe mit dem Zusammenlauf des Silbertals aus dem Nordosten und des kleineren Benjentals aus dem Norden. Das Tal endet nach etwa 2,5 km auf 178 m Höhe an der westlichen Siedlungsgrenze von Gimmeldingen. Seine mittlere Höhe liegt bei 212 m.

### Gewässer
Der Mußbach durchfließt mit seinem Mittellauf das gesamte Gimmeldinger Tal. Beim Zulauf des Benjentals wird er von links durch den Bach vom Schnokebrunnen verstärkt, weiter bachabwärts von rechts durch den Bach vom Loosenbrunnen, außerdem von einigen Quellen, die alle in großer Nähe zum Lauf des Mußbachs entspringen.

### Erhebungen
Der zum Massiv des Saulochköpfchens (477,1 m) gehörende und nach Südosten abfallende Quaderhang schließt das Gimmeldinger Tal nach oben ab. Links säumen das Tal der Stabenberg (496 m) und dessen Südostläufer Erlenberg (349,1 m). Rechts erheben sich der langgestreckte und von 466,5 bis auf 494,1 m ansteigende Hintere Langenberg als Nordwestläufer des Weinbietmassivs, das Weinbiet selbst (554 m) sowie dessen Ostläufer Nebelberg (327 m).

## Geschichte

### Name
Der heutige Name des Tals leitet sich her vom Winzerdorf Gimmeldingen am Talausgang. Früher hatte die Benennung des Tals einen hoheitlichen Hintergrund: Der obere Teil, der durch das Tal des Mußbachs etwa 1 km bis hinab zur Grenze zwischen dem Hochstift Speyer im Nordwesten (Deidesheimer Gemarkung) und der Kurpfalz im Südosten (Gimmeldinger Gemarkung) reichte, wurde zusammen mit dem heutigen Benjental als „Benjental“ bezeichnet. An diese Gegebenheit erinnert noch der Name des Forsthauses Benjental, das ein gutes Stück unterhalb des heutigen Benjental-Ausgangs steht. Das zu Deidesheim gehörende Gebiet links des Mußbachs war für die Bewohner der Kurpfalz „gebannt“, also gesperrt. Daraus ergab sich der Name des „bännigen Tals“, der sich auch in alten Schriften als „Bengental“ oder „Bingental“ findet. Nur die unteren 1,5 km des Tals waren auch damals „Gimmeldinger Tal“.

### Zollgrenze

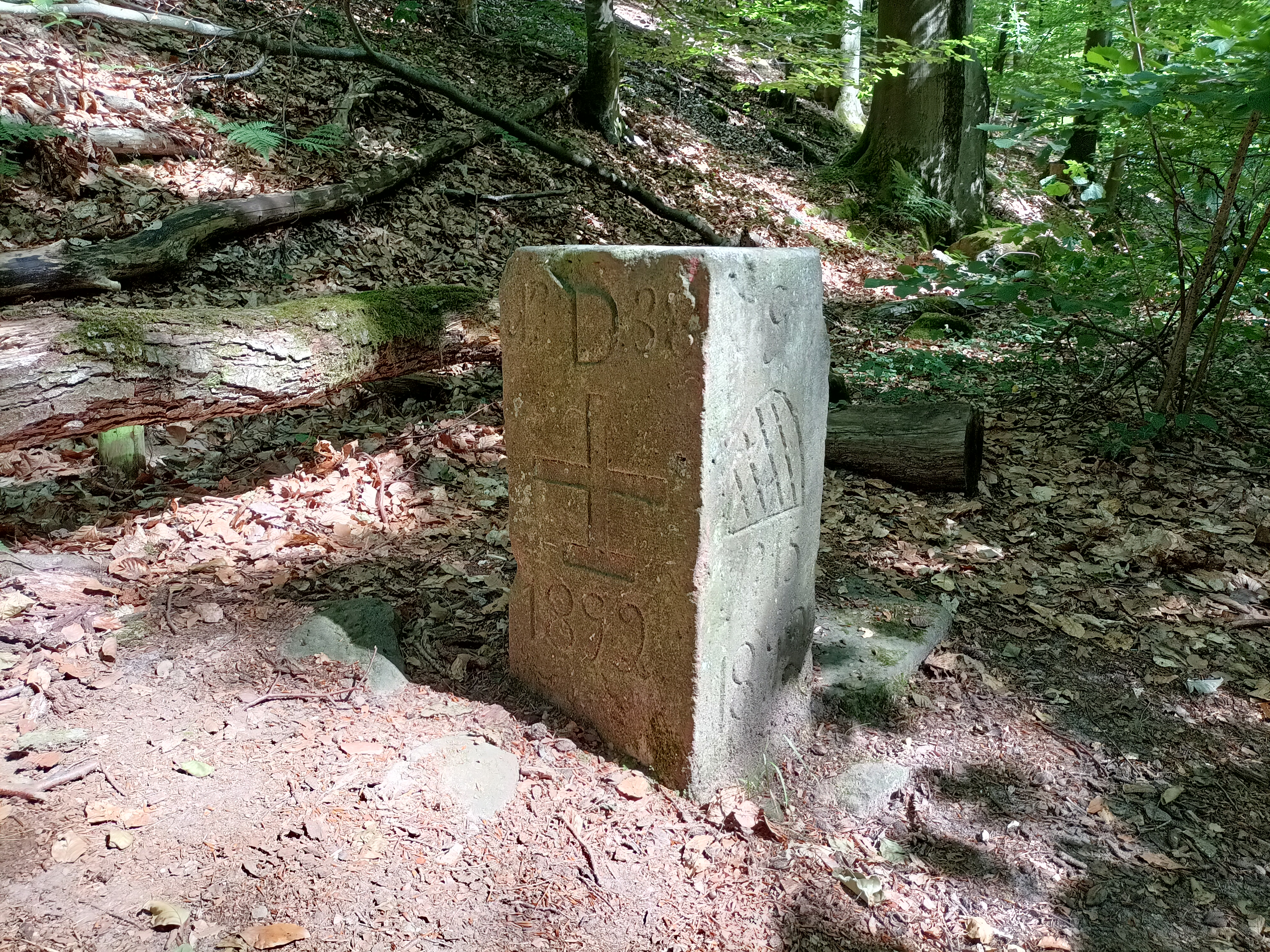
Historischer Grenzstein nahe der alten Zollgrenze

Bis zur französischen Eroberung der linksrheinischen deutschen Gebiete im Ersten Koalitionskrieg, der 1797 endete,  verlief quer durch das Tal des Mußbach-Mittellaufs die 1715 durch die wittelsbachischen Kurfürsten eingerichtete Zollgrenze zwischen dem Hochstift Speyer und der Kurpfalz. Die immer noch bestehende Grenze trennt heute den Landkreis Bad Dürkheim mit der Stadt Deidesheim im oberen Talabschnitt von der Stadt Neustadt mit dem Ortsteil Gimmeldingen im unteren.

### Mühlen

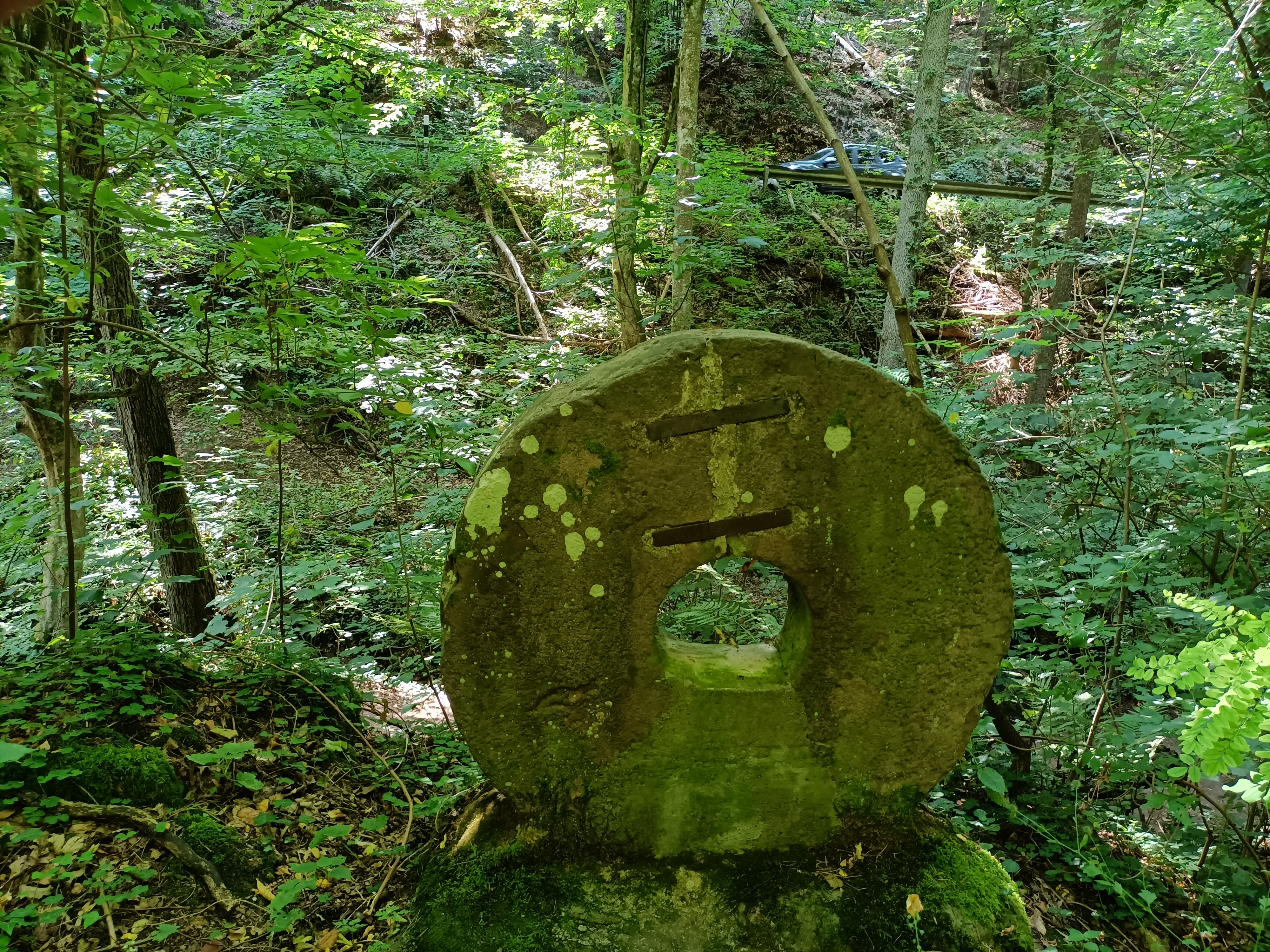
Alter Mühlstein der Neumühle

Am Mußbach gab es einst auf Deidesheimer Gemarkung vier Mühlen. Das waren die Platzsche Mühle, die Obere Mühle, die Untere Mühle und eine Wappenschmiede, die später durch das Forsthaus Benjental überbaut wurde. Sie standen in diesem „historischen“ Benjental und wurden im Volksmund „Eselsmühlen“ genannt, weil das von den Müllern erzeugte Mehl nicht auf Fuhrwerken, sondern auf Eseln abtransportiert wurde, die bei den Mühlen gehalten wurden. So sparte man Zollabgaben an der Grenze zur Kurpfalz ein. Der Eselsweg, der vom Forsthaus Benjental durchs Gebirge am Naturdenkmal Hohler Fels vorbei über die Knoppenweth und das Kupferbrunner Tal sowie das Mühltal nach Deidesheim führt und mit einem stilisierten Esel markiert ist, erinnert heute noch daran.
Auf Gimmeldinger Gemarkung standen bis zum Talausgang zwei weitere Mühlen, die Hintere Talmühle oder Neumühle, von der nur ein Mühlstein übriggeblieben ist, sowie die (Vordere) Talmühle, die von allen Mühlen im Gimmeldinger Tal baulich am besten erhalten ist. Entlang der ehemaligen Mühlenstandorte verläuft heute ein Wanderweg mit Informationstafeln, an manchen Stellen finden sich auch noch die alten Mühlsteine.
Nicht mit dem Eselsweg verwechselt werden darf der Eselspfad. Der rechts über dem Mußbach von der Gimmeldinger Hainstraße abzweigende (⊙), zum Gipfel des Weinbiets führende einstige Hauptzugangsweg trägt seinen Namen nach den Transporttieren früherer Zeiten. Er wurde in den 1960er Jahren verbreitert und befestigt, so dass dort auch versorgende Kraftfahrzeuge verkehren können; für den allgemeinen Fahrzeugverkehr ist er nicht freigegeben.

### Pfälzischer Aufstand 1849
Am Nordwesthang des Stabenbergs, nahe der Einmündung des Benjentals, liegt in 347 m Höhe eine kleine Felsenhöhle, die Hohler Fels genannt wird. Nach einer örtlichen Erzählung diente die Höhle während des Pfälzischen Aufstands von 1849 Revolutionären aus der Umgebung als Unterschlupf.

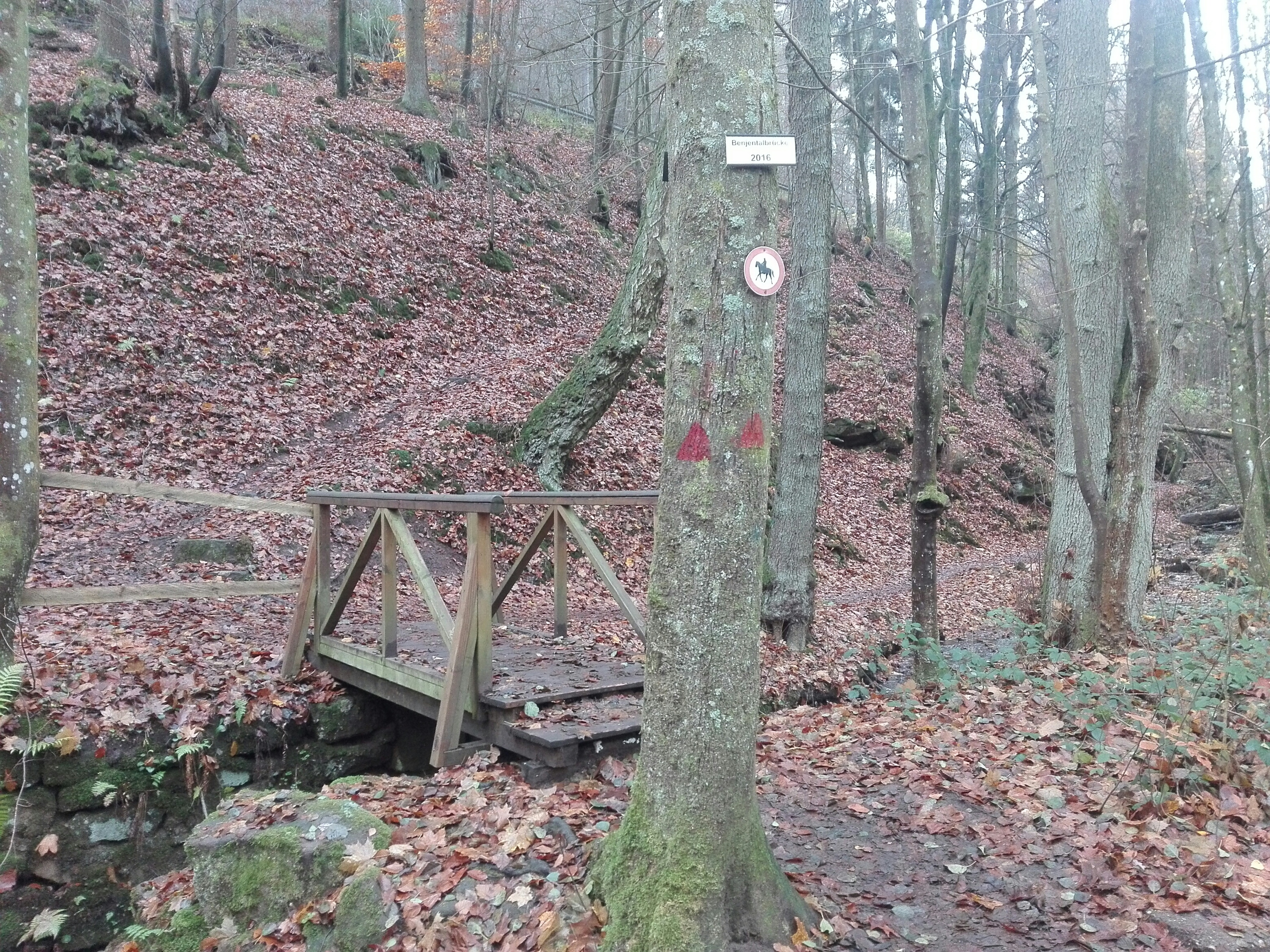
Brücke am Zulauf des Benjentals
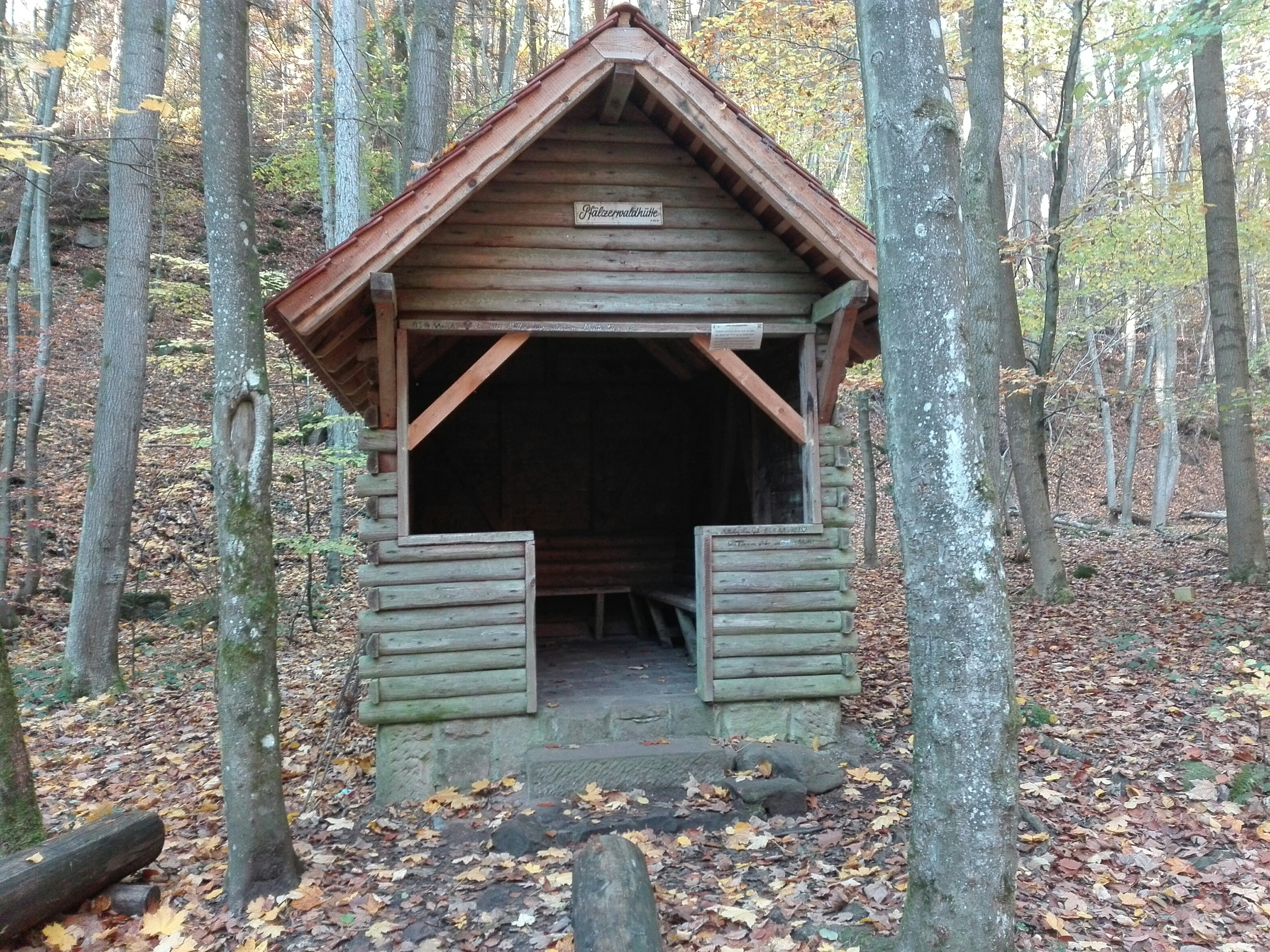
Pfälzerwaldhütte
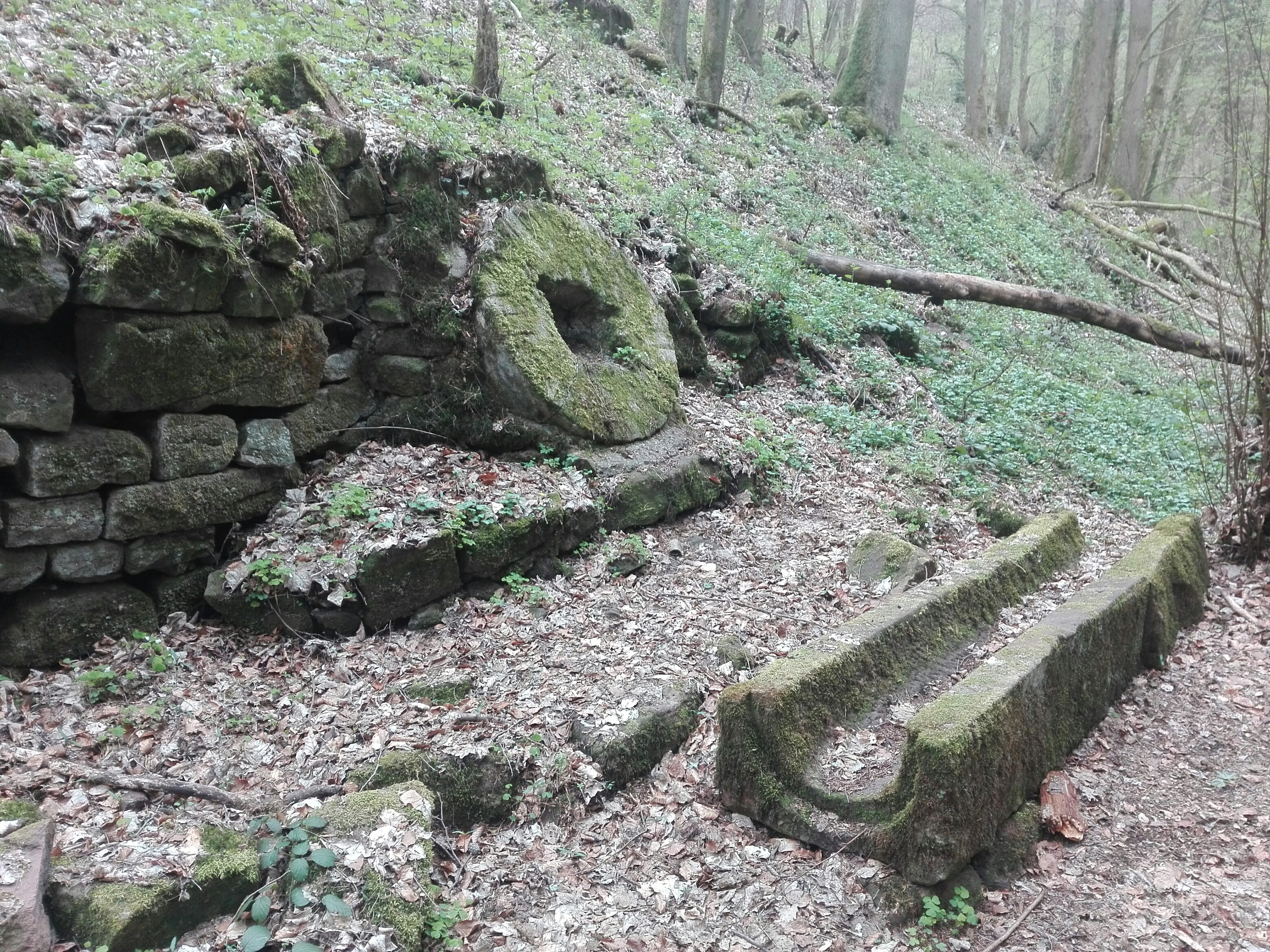
Ruine der Unteren Mühle
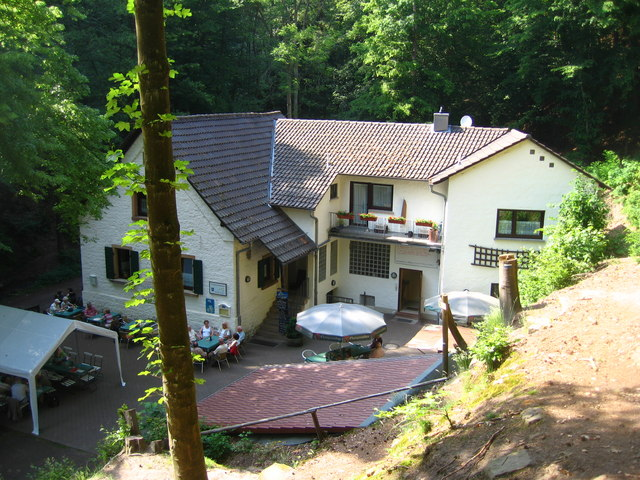
Forsthaus Benjental
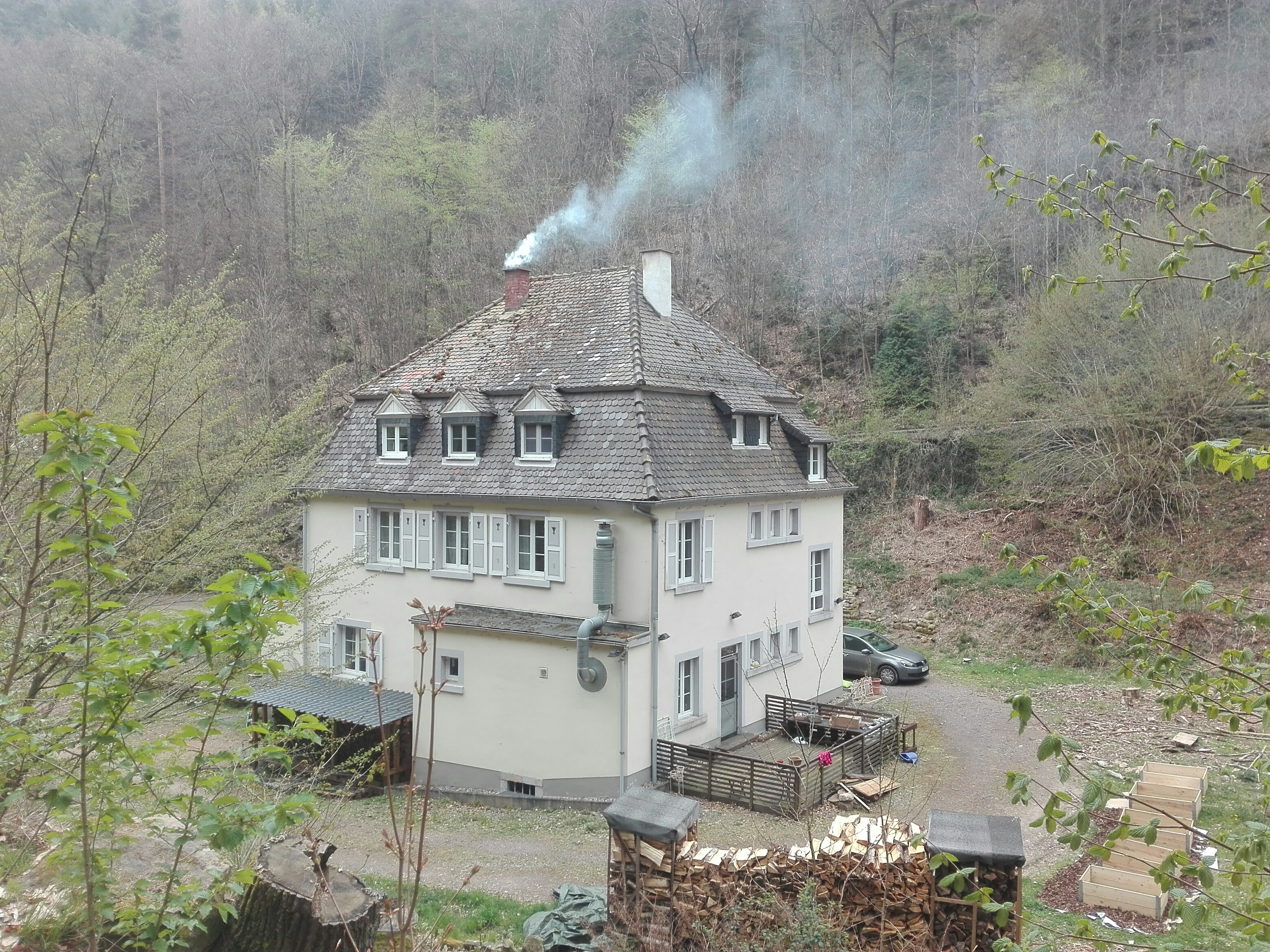
(Vordere) Talmühle
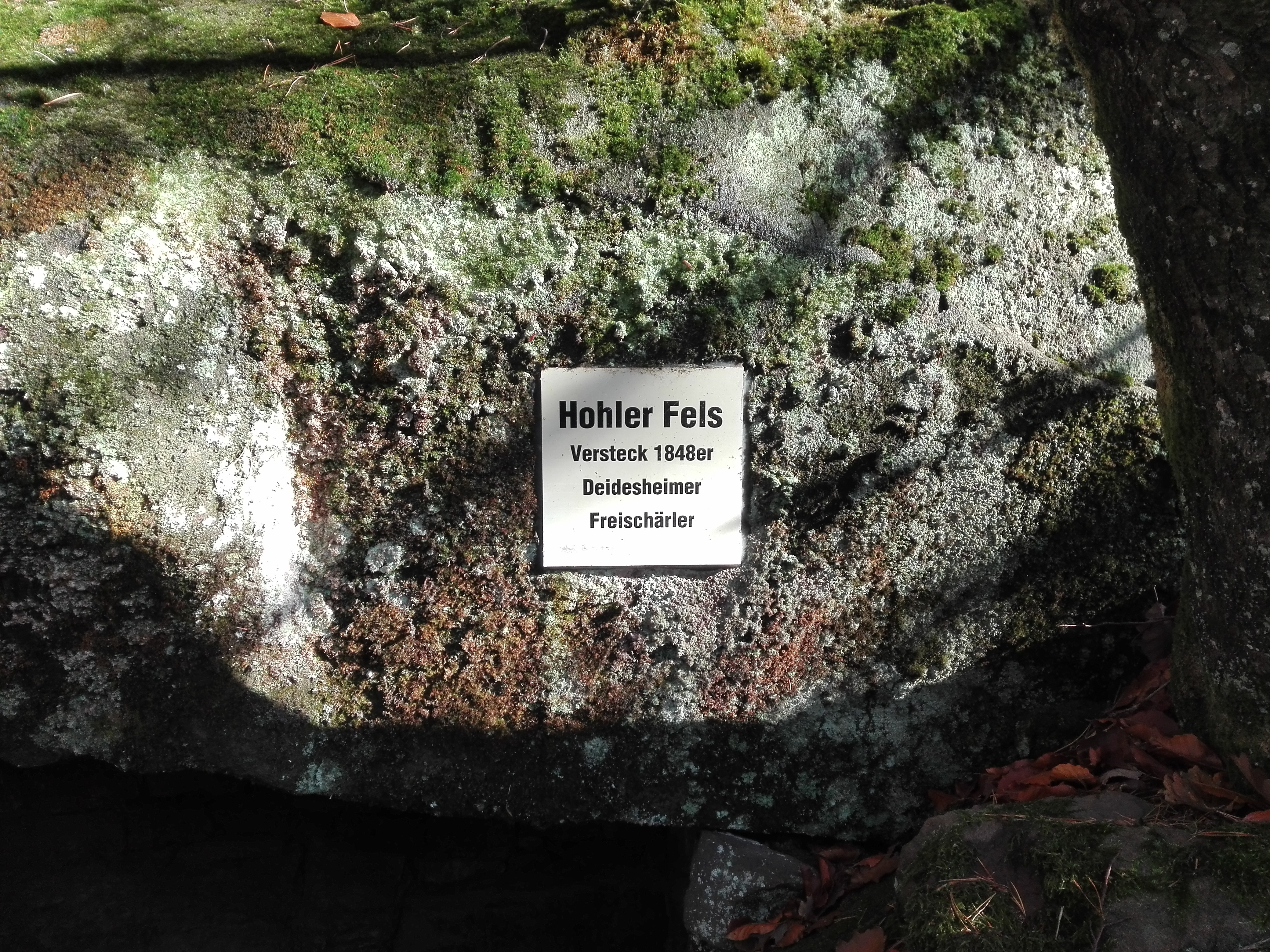
Hohler Fels, Infotafel

## Verkehr
Von der Kreisstraße 16 (Wachenheim–Lindenberg) zweigt an der Einmündung des Silbertalbachs eine einspurige Straße ab, die als ehemalige Kreisstraße 15, die inzwischen zurückgestuft ist, hinab in Richtung Gimmeldingen führt und auf eigene Gefahr zu befahren ist. An der Grenze des Landkreises Bad Dürkheim zur Stadt Neustadt wird sie zur Kreisstraße 13, die dann als Hainstraße nach Gimmeldingen hineinführt.
Im Juni 2021 wurde die alte K 15 von der Abzweigung an der K 16 bis zum Parkplatz an der Looganlage wegen Unwetterschäden gesperrt. Auf Höhe der Einmündung des Benjentals oberhalb des Forsthauses Benjental (Gemarkung Deidesheim) war es zu Rissen im Asphalt gekommen, und Teile von Fahrbahn, Leitplanke und Stützmauer waren zum Mußbach hinunter abgerutscht, wo sie einen Wanderweg trafen. Anfang April 2022 bewirkten starke Schneefälle einen Hangrutsch auf Gimmeldinger Gemarkung zwischen Talmühle und Looganlage, so dass die K 13 unpassierbar wurde. Damit waren Looganlage und Forsthaus nicht mehr mit Fahrzeugen zu erreichen, weder vom Silbertal abwärts noch von der Talmühle aufwärts.